# Año Internacional de la Movilización en pro de las Sanciones contra Sudáfrica
1982 fue proclamado como Año Internacional de la Movilización en Pro de las Sanciones contra Sudáfrica por la Asamblea General de las Naciones Unidas mediante la resolución A/RES/36/172B, adoptada el 17 de diciembre de 1981.
Esta iniciativa respondió a la necesidad urgente de intensificar la lucha contra el apartheid y promover el aislamiento económico, político y social del régimen sudafricano. La proclamación se basó en la Declaración de París sobre Sanciones contra Sudáfrica, adoptada en mayo de 1981, que estableció un marco de medidas internacionales para erradicar el apartheid y proteger la paz y seguridad global.
El Comité Especial contra el Apartheid fue designado para coordinar las actividades conmemorativas, en colaboración con gobiernos, organizaciones intergubernamentales y no gubernamentales. Este año buscó destacar el papel crucial de las sanciones en la lucha internacional por los derechos humanos y la dignidad en Sudáfrica.

## Actividades y alcance
Durante 1982, los Estados miembros, bajo la dirección del Comité Especial contra el apartheid, organizaron campañas de sensibilización global, conferencias y seminarios dirigidos a fortalecer el apoyo a las sanciones económicas y políticas. Estas actividades incluyeron la promoción de boicots en áreas clave como el comercio, los deportes, la cultura y la académica, así como la prohibición de inversiones extranjeras y relaciones diplomáticas con el régimen sudafricano. El Comité también fomentó la colaboración con sindicatos, organizaciones religiosas, movimientos juveniles y de solidaridad, movilizando a diversos sectores de la sociedad.
La financiación de las actividades relacionadas con el Año provino del presupuesto ordinario de las Naciones Unidas y de contribuciones voluntarias de Estados miembros y organizaciones internacionales comprometidas con la causa. Este enfoque buscó garantizar recursos suficientes para la implementación de programas dirigidos a intensificar la presión internacional sobre el régimen de apartheid.